# 西小山古墳
西小山古墳（にしこやまこふん）は、大阪府泉南郡岬町淡輪にある古墳時代中期の帆立貝型古墳である。西陵古墳などが所在する、淡輪古墳群の内の一つである。

## 概要
西陵古墳と淡輪ニサンザイ古墳に近接する、径50メートルの帆立貝型古墳である。開墾が行なわれることになり、昭和5年（1930年）に当時、京都大学考古学研究室にいた末永雅雄が担当して、発掘調査が実施された。墳頂部からは、長さ3.3メートル、幅0.7メートルの竪穴石室が検出された。石室の南北両側壁から、鉄刀23点、鋒2点、鉄鏃107点が出土し、石室東端から三角板鋲留短甲、金銅装小札鋲留眉庇付冑1点が出土、石室西端から鋲留式頸甲1点、肩甲1点、挂甲小札約800枚が出土した。金銅装眉庇付冑の場合の、他の出例としては、仁徳陵前方部出土例のほか、大阪府北天平塚古墳、奈良県五条猫塚古墳、三重県佐久米古墳、福岡県月岡古墳、千葉県祇園山古墳などが知られる。西小山古墳の築造時期は出土遺物から、5世紀後葉ごろと考えられる。この調査で出土した頸甲、肩甲、挂甲小札の復原品を末永雅雄が製作し、構造、製作技法の研究につとめたことが知られている。金銅装眉庇付冑からは、大陸・半島系の技法が窺われ、『日本書紀』によると雄略天皇9年（465年）に行われたという新羅との戦役や、紀氏と大伴氏の勢力がこの地域で交わり合っていたという事実とも含めて考察する必要がある。

## 墳丘の調査
1981年に大阪府教育委員会により墳丘の発掘調査が行なわれている。上記の竪穴式石室は削平されて既に失われていたが葺石と埴輪列は良く残っていた。墳丘の本来の直径は50メートルと推定され、高さは7メートルの2段築成であり、北西に造り出しが確認されている。周囲の水田の畦などから周壕（堀）があったことが推定される。埴輪は円筒埴輪、朝顔形埴輪、蓋形埴輪があり、硬質の須恵質のものが15パーセントを占める。葺石は付近で産出される和泉砂岩である。

## 文化財

### 重要文化財（国指定）
- 金銅装眉庇付鉄冑 和泉国淡輪西小山陵古墳出土（考古資料） - 1938年（昭和13年）8月26日指定[4][5]、1955年（昭和30年）盗難[6]。